# Wojskowo-Historyczne Muzeum Artylerii, Wojsk Inżynieryjnych i Łączności

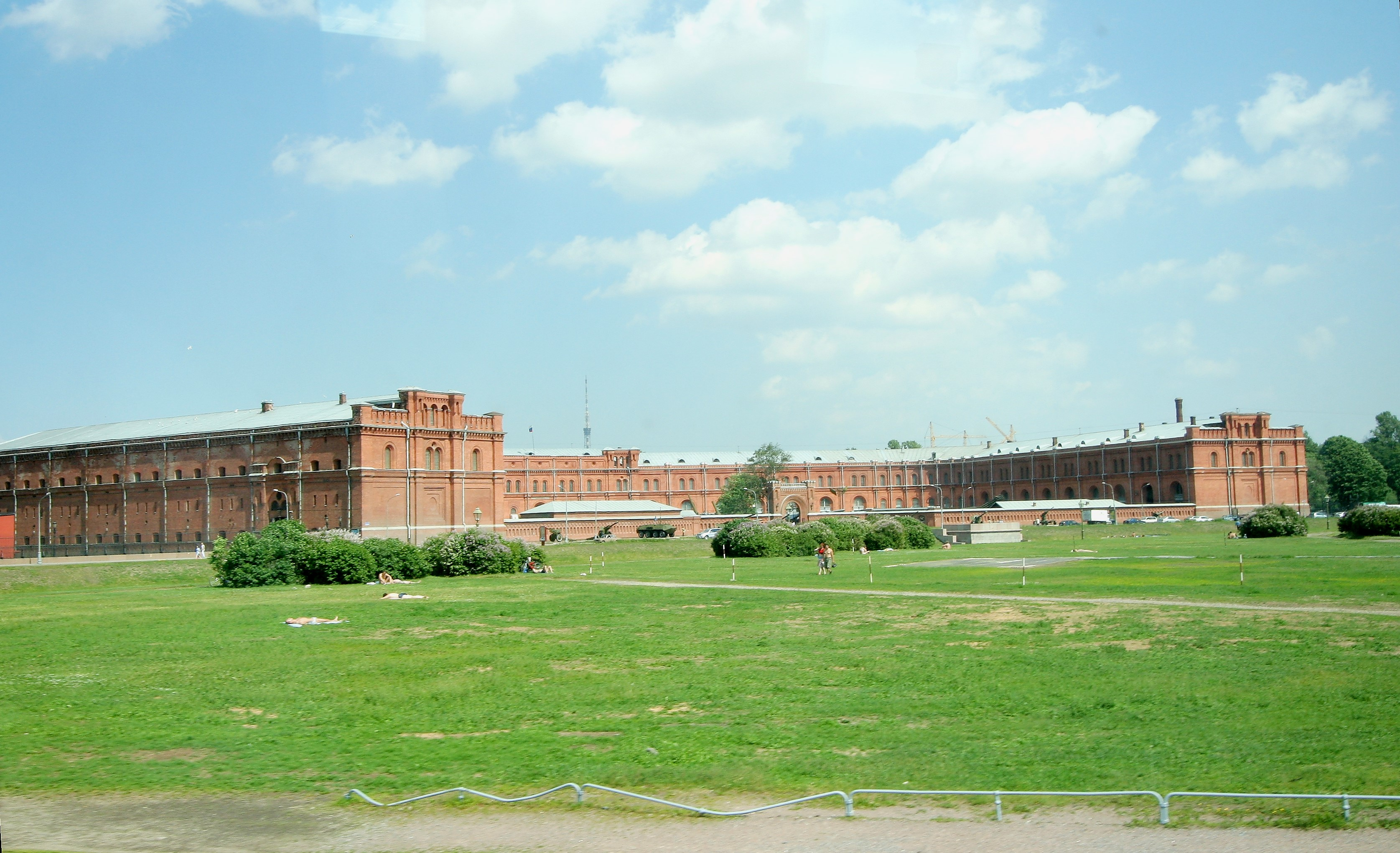
Siedziba muzeum

Wojskowo-Historyczne Muzeum Artylerii, Wojsk Inżynieryjnych i Łączności (ros. Военно-исторический музей артиллерии, инженерных войск и войск связи) – muzeum wojskowo-historyczne w Petersburgu w Rosji, założone przez Piotra I w 1703 roku, poświęcone obecnie artylerii, wojskom inżynieryjnym i łączności.
Muzeum posiada w swojej kolekcji ponad 850 000 eksponatów, z czego na ekspozycji plenerowej wystawione jest ponad 200 dział, dział samobieżnych i systemów rakietowych.